# Chấn thương do nổ
Chấn thương do nổ là một loại chấn thương vật lý phức tạp do tiếp xúc trực tiếp hoặc gián tiếp với một vụ nổ. Vụ nổ xảy ra với vụ nổ các vật liệu nổ cao cấp cũng như sự nổ của các chất nổ có trật tự thấp. Những chấn thương này được kết hợp khi vụ nổ xảy ra trong một không gian hạn chế.

## Phân loại

Sơ đồ chấn thương do nổ

Các chấn thương do nổ được chia thành bốn loại.

### Chấn thương mức 1
Các chấn thương chính là do sóng quá áp, hoặc sóng xung kích. Đây là đặc biệt có khả năng khi một người có khoảng cách gần với một thiết bị nổ, chẳng hạn như một bãi mìn. Tai thường bị ảnh hưởng lớn nhất bởi áp suất cao, tiếp theo là phổi và các cơ quan rỗng bên trong của ống tiêu hóa. Các tổn thương đường tiêu hóa có thể xuất hiện sau một giờ hoặc thậm chí vài ngày. Tổn thương do áp lực nổ là một chức năng phụ thuộc vào áp suất và thời gian. Bằng cách tăng áp lực hoặc thời gian của vụ nổ, mức độ nghiêm trọng của chấn thương cũng sẽ tăng lên.

### Chấn thương mức 2
Chấn thương mức 2 là chấn thương do sự phân mảnh và các vật thể khác vỡ ra do vụ nổ. Những chấn thương này có thể ảnh hưởng đến bất kỳ phần nào của cơ thể và đôi khi dẫn đến chấn thương thâm nhập với chảy máu có thể nhìn thấy. Đôi khi vật thể bị nổ vỡ ra có thể bị dính vào cơ thể, cản trở sự mất máu nếu nhìn từ bên ngoài. Tuy nhiên, có thể có sự mất máu lớn trong các khoang cơ thể. Các vết thương phân mảnh có thể gây tử vong và do đó nhiều bom chống người được thiết kế để tạo ra các mảnh vỡ.

## Sách tham khảo
Tổng quan
- Editorial Board, Army Medical Department Center & School biên tập (2004). Emergency War Surgery (ấn bản thứ 3). Washington, DC: Borden Institute. Bản gốc lưu trữ ngày 23 tháng 6 năm 2011. Truy cập ngày 1 tháng 11 năm 2010.